# 難関
| ウィキペディアには「難関」という見出しの百科事典記事はありません（タイトルに「難関」を含むページの一覧/「難関」で始まるページの一覧）。 代わりにウィクショナリーのページ「難関」が役に立つかもしれません。 |